# Veronika (Raiven)

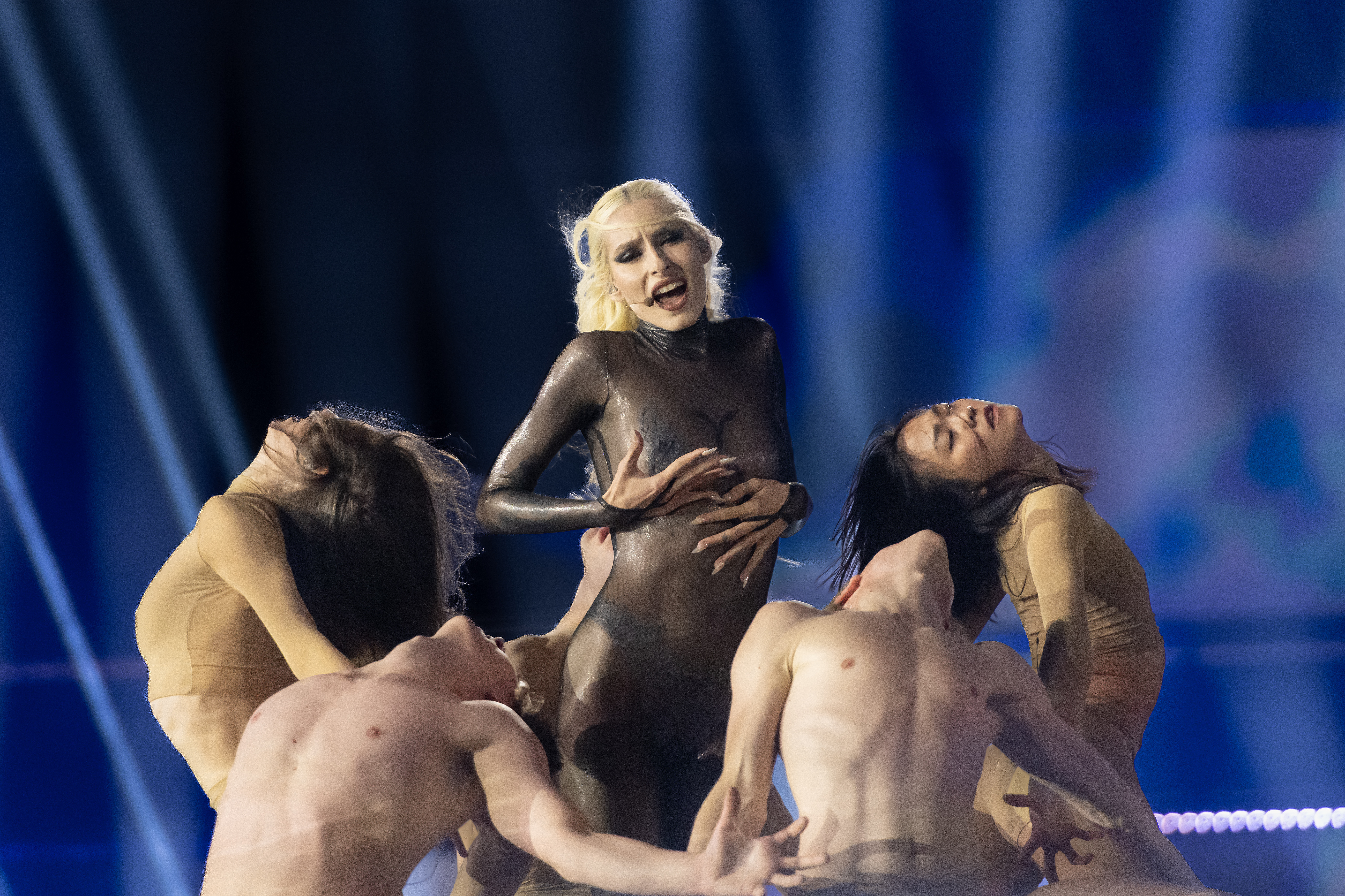
Raiven mentre si esibisce sulle note di Veronika alle prove semifinali dell'Eurovision Song Contest, 6 maggio 2024

Veronika è un singolo della cantautrice slovena Raiven, pubblicato il 20 gennaio 2024.

## Descrizione
Il brano è stato composto da Bojan Cvjetićanin, Danilo Kapel, Klavdija Kopina, Martin Bezjek, Peter Khoo e Sara Briški Cirman, mentre i testi sono stati curati da Cvjetićanin, Kopina e Cirman. Secondo Raiven, il pezzo si ispira alla figura di Veronica di Desenice, contessa di Celje, che fu la prima donna ad essere condannata per stregoneria in Slovenia. Si crede che il suo assassinio fosse avvenuto per volontà del suocero, poiché la riteneva indegna di sposare suo figlio a causa del basso rango.
In un'analisi della scrittrice di Wiwibloggs, Ruxandra Tudor, la canzone viene definita "un'oscura canzone alt pop", con Veronika descritta come "una donna di potere, una figura magica". Ha poi aggiunto che "il brano possiede un fascino mistico e la sua potenza cresce mentre la composizione si dispiega, mostrando le formidabili abilità vocali di Raiven. Raiven [afferma] «Io sono, tu sei, Veronika», trasmettendo che il potere del suo personaggio, Veronika, può essere trovato dentro ognuno di noi". L'artista ha anche descritto la canzone come "una figlia", cercando di mettere enfasi sull'aspetto visivo dell'opera.
Originariamente, Veronika era stata scritta per essere inserita nel secondo EP di Raiven, Sirene, e non era stata pensata per l'Eurovision Song Contest. Secondo le sue dichiarazioni, ha impiegato sei mesi per la creazione del brano, concentrandosi sulla "qualità drammatica [della canzone] [...] Volevo che la sua storia non solo fosse raccontata ma che riflettesse con l'anno 2024".

## Promozione
Il 12 dicembre 2023, Raiven è stata ufficialmente annunciata come rappresentante slovena all'Eurovision Song Contest 2024, durante una conferenza stampa tenutasi al Teatro dell'Opera di Lubiana. La sua canzone è stata presentata in anteprima il 20 gennaio 2024, tramite uno speciale televisivo intitolato Misija Malmö.
Raiven è stata ospite a Dora 2024, la selezione croata per l'Eurovision Song Contest, dove ha eseguito la canzone durante la seconda semifinale dell'evento. Per promuovere ulteriormente il brano, la sua esibizione è prevista in vari eventi pre-party relativi al festival, tra cui il Barcelona Eurovision Party, l'Eurovision in Concert ad Amsterdam ed il Nordic Eurovision Party a Stoccolma.

## Video musicale
Il video musicale, pubblicato lo stesso giorno del lancio del brano, è stato girato nella cava di San Sergio (Capodistria) e nel comune di Radovljica. La regia è stata affidata a Lukas Zuschlag e Tjaša Barbo, mentre la coreografia è stata curata da Zuschlag.
In un'intervista rilasciata da RTV SLO, l'artista ha spiegato che voleva incorporare nel video "i quattro elementi: terra, fuoco, acqua e aria". Tuttavia, a causa della sua talassofobia, ha affermato che le riprese sono state "lunghe e molto stressanti". Il videoclip presenta Raiven in uno specchio d'acqua, la quale "invoca" Veronika, circondata da un gruppo di quattro uomini.

## Tracce
Testi di Bojan Cvjetićanin, Klavdija Kopina e Sara Briški Cirman, musiche di Sara Briški Cirman, Peter Khoo, Martin Bezjak e Danilo Kapel.
1. Veronika – 2:46

## Classifiche
| Classifica (2024) | Posizione massima |
| ----------------- | ----------------- |
| Lituania          | 72                |